# Seznam udeležencev Zbora odposlancev slovenskega naroda v Kočevju
Seznam udeležencev Zbora odposlancev slovenskega naroda v Kočevju.

## Gostje
- dr. Vladimir Bakarić
- Ivo/Stanko? Opačić-Čanica
- Vladimir Dedijer
- Milovan Đilas
- dr. Pavle Gregorić
- Andrija Hebrang
- Božidar Magovac
- dr. Ivan Ribar
- Vlada Zečević
- Sreten Žujović

## Izvršni odbor Osvobodilne fronte slovenskega naroda
- dr. Marijan Brecelj
- Tone Fajfar
- Edvard Kardelj
- Boris Kidrič
- Edvard Kocbek
- Franc Leskošek (ni bil prisoten)
- Franc Lubej
- Zoran Polič
- Josip Rus
- Josip Vidmar

## Vrhovni plenum Osvobodilne fronte slovenskega naroda
- Jaka Avšič
- dr. Darko Černej
- Josip Jeras
- Dušan Sernec
- France Svetek
- dr. Makso Šnuderl
- dr. Lado Vavpetič

## Predstavniki organizacij in vojske
- Marjana Draksler (SPŽZ)
- Stane Kavčič (SKOJ in ZSM)
- Ivan Maček (CK KPS)
- Zdenka Kidrič (CK VOS)
- Boris Kraigher (Glavni štab NOV in POS)
- Vito Kraigher (Glavni štab NOV in POS ter CK VOS)
- Luša Mastnak (Šola Centralnega komiteja Komunistične partije Slovenije)
- dr. Metod Mikuž (Glavni štab NOV in POS)
- Angela Ocepek (SPŽZ)
- Bogdan Osolnik (Upravna komisija)
- Mara Rupena (SPŽZ)
- Lidija Šentjurc (CK KPS)
- Mitja Vošnjak (ZSM)
- dr. Žiga Vodušek (sodni odsek Glavnega štaba NOV in POS)

## Agitacijsko-propagandni odsek IOOF
- dr. Jože Bevk
- dr. Dragotin Cvetko
- Stane Česnik
- Bogomir Gerlanc
- Božidar Jakac
- Dore Klemenčič - Maj
- Mile Klopčič
- Stane Krašovec
- dr. Cene Logar
- Milan Megušar
- France Mihelič
- Zvonimir Sintič
- Bogdana Stritar - Šturm
- dr. France Škerl
- Drago Vidmar
- Boris Ziherl

## Delegacija Ljubljane
- France Kimovec
- Leopold Krese
- Vladimir Krivic
- Andrina Levstik
- Ivan Levstik
- Jože Možina (Zalog)
- Zima Vrščaj

## Delegacija Gorenjske
- Stane Bizjak
- Vinko Hafner
- Anton Peternelj
- Jože Sluga
- Oskar Šavli

## Delegacija Primorske
- Vincenc Babič
- Nazarij Bordon
- Marija Frank
- Anton Gerk
- Jože Grahor
- Anton Ivančič
- Franc Kastelic
- Atilijo Kavrečič
- Lilijana Kojar
- Anton Logar
- Jože Mahne
- Jakob Male
- Jože Miklavčič
- Anton Mikoletič
- Franc Pirih
- Josip Prosen
- Avguštin Starc
- Henrik Strnad
- Franc Škerlj
- Ivan Štemberger
- Marija Tul
- Stanko Ulčnik
- Franc Urbančič
- Jože Uršič
- Milan Zidar

## Delegacija Štajerske
- Jože Gričar
- Peter Stante
- Mica Šlander
- Albin Vipotnik

## Okrožje Bela Krajina
- Niko Belopavlovič
- Jože Kocbek
- Ivan Novak - Očka

### Rajon Dragatuš
- Tončka Adam
- Matija Fink
- Rozalija Ilenič
- Miha Ivanič
- Martin Jesih
- Janez Kump
- Marica Kump
- Martin Panjan
- Ana Pintarič
- Neža Tomc
- Matija Vidoš
- Ana Vrtin
- Štefan Žagar
- Janez Žunič

### Rajon Črnomelj - mesto
- Janko Cimerman
- Jože Fabjan
- Mici Jančar
- Katka Malerič
- Jožef Šikonja
- Karolina Skubec

### Rajon Črnomelj - okolica
- Tone Andrejčič
- Janez Banovec
- Štefka Brenc
- Anton Dvojmoč
- Ivan Gusič
- Žan Nemanič
- Janez Petrič
- Matija Petrič
- Janez Simonič
- Franc Špehar
- Mica Smrekar

### Rajon Gradac
- Anton Butala
- Alojz Črnič
- Bara Črnič
- Ivan Grabrijan
- Niko Jakovčič
- Janez Jankovič
- Jože Jerman
- Angela Kincelj
- Matija Kralj
- Nikolaj Kralj
- Matija Križan
- Neža Križan
- Anton Miketič
- Jože Mišica
- Jože Muc
- Matija Novak
- Bara Papič, por. Tomc
- Jurij Požek
- Peter Požek
- Franc Renko
- Jože Sladič
- Neža Stubljer
- Janez Šetina
- Janez Tomc
- Jožed Trdič
- Alojzija Žugelj
- Jože Jankovič
- Anton Kočevar
- Janez Žunič

### Rajon Semič
- Marko Bizjak
- Neža Bizjak
- Leopold Bukovec
- Franc Cesar
- Franc Cvar
- Jožef Golobič
- Janez Kampič
- Štefan Kapš
- Angela Kincelj
- Anica Kočevar
- Anton Kosec
- Martin Malerič
- Milka Mihelčič
- Jožef Miklavčič
- Matija Pečaver
- Jakob Plut
- Jože Plut
- Vinko Plut
- Janez Simonič
- Anton Semiša
- Anton Staniša
- Anton Stublar
- Ivana Šimec
- Angela Tuhtar
- Anton Ogulin
- Zalka Petrič

### Rajon Suhor
- Ignac Dravinc
- Leopold Jelenič
- Franc Jenič
- Marija Klemenčič
- Anton Kramarič
- Anton Matkovič
- Franc Petrovič
- Janko Popovič
- Katarina Stepan
- Jože Stojnič
- Anton Težak

### Rajon Vinica
- Ivo Brajdič
- Ivan Cvar
- Jure Flajnik
- Miha Flajnik
- Ivan Frankovič
- Matija Frankovič
- Janko Grdun
- Peter Horvat
- Rade Kordič
- Ivan Lakner
- Alfonz Lovšin
- Peter Miketič
- Nikola Milič
- Mate Moravec
- Jure Muhič
- Mile Stipanovič
- Franc Šebalj
- Janez Vitkovič

### Rajon Metlika - mesto
- Stanka Borštner
- Regina Fir
- Ana Ivec
- Julij Kopinič
- Angelca Vergot - Migelčič
- Martin Žugelj

### Rajon Metlika - vzhod
- Janez Govednik
- Jože Kočevar
- Anton Mazi
- Anton Pavlovič
- Ivan Petric
- Jože Plesec
- Franc Slobodnik
- Jože Vukšinič
- Anton Kočevar

### Rajon Stari trg ob Kolpi
- Josip Lakner
- Peter Romanič
- Peter Madronič
- Milan Škrabelj

## Okrožje Novo mesto

### Podokrožje Gorjanci

#### Rajon Brusnice
- Franc Brudar
- Ivan Brulc
- Ivan Kastelic
- Josip Rakoše
- Rudolf Skupek
- Franc Šinkovec

#### Rajon Kostanjevica
- Martin Bajc
- Alojz Štukelj

#### Rajon Sveti Križ pri Kostanjevici
- Janez Božič
- Franc Dragan
- Jože Srpčič

#### Rajon Orehovica
- Jože Ambrožič
- Anton Kavčič
- Janez Rolih
- Janez Šiško
- Janez Zagorc
- Janez Zidarič

#### Rajon Šentjernej
- Franc Čretnik
- Jože Franko
- Amalija Kavčič
- Janez Kovačič
- Alojz Luzar
- Jože Penca
- Vencelj Perko
- Rudolf Pirkovič
- Anton Radkovič
- Josip Turk
- Jože Zamljen

#### Rajon Šmihel - Stopiče
- Franc Brulc
- Franc Gredenc
- Jožef Jenič
- Jože Klobčar
- Jože Kralj
- Franc Kren
- Mihael Podbevšek
- Anton Strajnar
- Malka Zupančič

### Podokrožje Šmarjeta - Škocjan

#### Rajon Bela Cerkev
- Franc Bregar
- Jože Kačar

#### Rajon Škocjan
- Martin Andrejčič
- Karel Durjava
- Neža Eržen
- Janez Ferkolj
- Franc Iljaš
- Anton Lindič
- Anton Maholič
- Tončka Majcen
- Antonija Rešetar
- Jože Gorenc

#### Rajon Št. Peter
- France Becele
- Jože Kramar
- Anton Kraševec
- Viktorija Medved
- Alojz Rifelj
- Alojz Strajnar
- Franc Židanek

#### Rajon Šmarjeta
- Mihael Avsec
- Jože Grahut
- Alojz Jerele
- Ignacij Kolenc
- Miha Mesojednik
- Franc Pirnar
- Franc Rodič
- Marija Šušteršič
- Ladislav Žnidaršič

### Podokrožje Dolenjske Toplice

#### Rajon Birčna vas
- Alojz Bartol
- Josip Kralj
- Franc Becele
- Franc Muhič

#### Rajon Dolenjske Toplice
- Jože Bradač
- Alojz Foršek
- Franc kren
- Alojz Kulovec
- Anton Kum
- Ivan Rom
- Jože Rotar
- Ivan Šobar
- Miha Štrumbelj
- Ernest Šali
- Angel Venturini

#### Rajon Vavta vas
- Franc Aš
- Jože Hrovat
- Anton Jakše
- Alojz Kastelic
- Friderik Lavrin
- Franc Mausar
- Tone Pirnar
- Jernej Plantar

### Podokrožje Mirna Peč

#### Rajon Ajdovec
- Martin Mirtič
- Miha Mirtič

#### Rajon Dobrnič
- Alojzij Jarc
- Jože Kužnik
- Jože Kužnik
- Lojze Lazar
- Jože Pirc
- Franc Slak

#### Rajon Dvor
- Mihael Drenšek
- Franc Lavrič
- Josip Repar

#### Rajon Mirna Peč
- Franc Bartelj
- Janez Bobnar
- Marija Globelnik
- Tone Rupena
- Franc Rus

#### Rajon Prečna
- Jernej Drčar
- Franc Dular
- Franc Globevnik
- Anton Krajšek
- Franc Može
- Ivan Nadu
- Anton Osolnik

#### Rajon Žužemberk
- Jože Perko
- Jože Smrke
- Stane Vehovec

### Podokrožje Trebnje

#### Rajon Trebnje
- Franc Černe
- Ivan Dim
- Pavel Gabrijel
- Emanuel Grmovšek
- Edo Hofbek
- Franc Kozlevčar
- Vekoslav Perpar
- Karel Ostanek
- Franc Ratajc
- Jože Uhan
- Josip Zupančič

#### Rajon Mirna
- Jože Golob
- Mirko Gregorič
- Janko Kolenc
- Franc Kramar
- Alojz Kunstek
- Alojz Rebernik
- Franc Rebernik
- Janez Smrke
- Izidor Starc

#### Rajon Sv. Križ
- Anton Naglič
- Franc Pavlin
- Franc Sotlar
- Jožef Višnikar

#### Rajon Velika Loka
- Rudolf Cugelj
- Franc Gorc
- Alojz Kotar
- Franc Kotar
- Janko Kotar
- Franc Ostanek
- Anton Mavrič
- Franc Novak
- Leopold Sotlar
- Miha Smrke
- Anton Šabac
- Ludvik Strajnar

### Podokrožje Mokronog

#### Rajon Mokronog
- Janez Korelc
- Martina Kovačič
- Sandi Majcen
- Lenčka Pirc
- Gregor Tratar

#### Rajon Šentrupert
- Lojze Jaklič
- Jože Zupančič
- Franc Horvat
- Konrad Vidmar
- Helena Ivanuš

#### Rajon Trebelno
- Franc Černe
- Jože Kostanjevec

#### Rajon Tržišče
- Anton Borštnar
- Anton Rolih

### Rajon Novo mesto
- Mica Ferlič
- Jože Hribar
- Boris Lenarčič
- Danijel Lepin
- Franc Mirtič
- Silverij Pakiž
- Desa Picek
- Ernest Rusjan
- Lado Šetinc
- dr. Ivan Vasič

## Okrožje Cerknica

### Rajon Bloška planota
- Stanko Klančar
- Jože Koščak
- Jože Tekavec
- Peter Turk
- Miro Vesel
- Janez Žnidaršič

### Rajon Loška dolina
- Stanko Bavec
- Anton Krašovec
- Janez Mihelčič
- Lojze Mlakar
- Franc Pos
- Franc Strle
- Jože Ule
- Ivanka Zigmund

### Rajon Sv. Vid - Begunje
- Alfred Grobler
- Janez ROt
- Franc Rudolf
- Ludvik Urbas

### Rajon Grahovo
- Drago Detoni
- Andrej Janežič
- Ivan Remškar

### Rajon Cerknica
- Tone Klančar
- Ludvik Lovko
- Franc Mlinar
- Jože Mulec

## Okrožje Kočevje
- Radko Polič
- Feliks Razdrih
- Jože Klarič
- Franjo Sevnik

### Rajon Kočevje
- Pavla Bradač
- Janez Goršič
- dr. Tone Hočevar
- Polde Knapič
- Stane Knaus
- Henrik Kužnik
- Alojzij Novak
- Jože Pečjak
- Kristina Škrjanc
- Živko Tomišič

### Rajon Rudnik
- Alojz Jagodič
- Jože Kopitar

### Rajon Kočevska Reka
- Albert Kovač
- Viktor Mokorel

### Rajon Koprivnik
- Rado Škraba

### Rajon Mozelj
- Ciril Dekval
- Jakob Pantar
- Janez Pirnat

### Rajon Stari Log
- Štefan Trobiš

### Rajon Banjaloka
- Zdenka Rupe
- Alojz Rauh
- Ivan Kristan

## Okrožje Velike Lašče
- Ivan Jevc

### Rajon Velike Lašče
- Jože Berkopec
- Cilka Brodnik
- Janez Debeljak
- Alojz Ivanc
- Jernej Jaklič
- Anton Marolt
- Jože Zidar

### Rajon Rob
- Karel Cimperman
- Anton Hočevar
- Franc Hribar
- Dominik Marolt
- Jože Tomažin

### Rajon Turjak
- Pavla Centa
- Andrej Flajs
- Janez Kožar

### Rajon Barje
- Janez Mazi
- Jože Podržaj
- Ivan Primc
- Matija Škraba

## Okrožje Ribnica

### Rajon Dobrepolje
- Branka Ambrožič
- Jože Nose
- Ignacij Strnad
- Edvard Zakrajšek
- Franc Zevnik

### Rajon Dolenja vas
- Mirko Gorše
- Ignacij Henigman
- Viktor Pogorelec
- Ljudmila Vidervol

### Rajon Draga
- Janko Rajšal
- Frančiška Melik

### Rajon Loški Potok
- Rudolf Knavs
- Anton Kordiš
- Franc Kordiš
- Anton Mišič
- Alojzij Samsa

### Rajon Ribnica
- Ančka Alič
- Jože Ančik
- dr. Franja Bojc
- Franc Gregorič
- Vinko Knol
- Anton Majnik
- Matija Maležič
- Ivan Mihelič
- Franc Popit
- Jože Pucelj
- Marija Šilc
- Marija Jordan

### Rajon Sodražica
- Vence Drobnič
- Ivan Fajdiga
- Rožca Fajdiga
- Marija Ivančič
- Jože Modic
- Jože Perušek
- Alojzij Prijatelj
- Stane Vesel

### Rajon Struge
- Franc Hočevar
- Franc Strehovec

## Okrožje Stična

### Rajon Stična
- Jože Grabljevec
- Anton Kavšek
- Ignac Kavšek
- Milan Končina
- Slavko Kovačič
- Jože Lampret
- Josip Rus
- Alojz Šerek

### Rajon Višnja Gora
- Janez Kahne
- Ivo Krevs
- Franc Mehle
- Martin Potokar
- Edo Turnher
- Alojz Zupanc
- Alojz Klemenčič
- Karol Lokar
- Karel Okoren
- Alojz Omahen
- Janez Puš
- Franc Repovž
- Janez Slak
- Anton Strajnar
- Miha Vozelj
- Franc Zadelj
- Karel Anžlovar
- Franc Škifca
- Metod Krna

### Rajon Št. Vid pri Stični
- Avguštin Adamlje
- Franc Bregar
- Anton Grandovec
- Anton Hren
- Janez Jakoš
- Alojz Kastelic
- Anton Kastelic
- Jože Kotar
- Jože Koželj
- Karel Kovačič
- Janez Mišmaš
- Helena Namar
- Anton Piškur
- Stane Podržaj
- Janez Roštanj
- Ignacij Rus
- Ignacij Sadar
- Anton Zajc

### Rajon Krka
- Anton Blatnik
- Ignac Bradač
- Franc Bregar
- Alojz Glavan
- Jože Godec
- Ludvik Godec
- Stane Koščak
- Jože Mestnik

### Rajon Zagradec
- Ignac Bradač
- Ivan Horvat
- Henrik Lobe
- Lojze Mišmaš
- Peregrin Novak

## Okrožje Grosuplje
- Anton Mehle
- Jože Vovk

### Rajon Grosuplje
- Marija Ahlin
- Pepca Ahlin
- Ivan Erjavec
- Anica Gale
- Josip Žitnk

### Rajon Račna
- Alojz Erjavec
- Jože Mahne
- Anton Mehle
- Jernej Rode
- Martin Žitnik

### Rajon Šentjurje
- Janez Štibernik
- Anton Vesel

### Rajon Šmarje - Sap
- Martin Knep
- Alojz Lani
- Hinko Legiša
- Anton Rome
- Franc Trontelj

### Rajon Škofljica
- Franc Brezovec
- Jernej Petrič

## Okrožje Vrhnika
- Alojz Erbežnik
- Viktor Korenčan
- Adolf Malavašič
- Ignac Voljč
- Adolf Rus
- Jože Molek
- Kocjan Kmetič

## NOV in POS

### 14. divizija NOVJ

#### 1. slovenska narodnoosvobodilna udarna brigada »Tone Tomšič«
I. bataljon
- Franc Grebenc - Lado
- Janez Kocjančič - Galeb

II. bataljon
- Jože Boldan - Silni
- Anton Kovač - Tonček

III. bataljon
- Stanko Mravlje - Ilija

#### 2. slovenska narodnoosvobodilna udarna brigada »Ljubo Šercer«
- Ivan Tomc - Habe
- Ivan Kovač - Orač
- Stanislav Škraba
- Jože Rogelj - Jaka
- Jaka Rihar
- Alojz Filipič - Miha
- Milan Peterca - Milče
- Jože Lončar
- Jože Jakoš - Školski

#### 13. slovenska narodnoosvobodilna brigada »Loška«
I. bataljon
- Dominik Turk
- Stanko Škrbec

II. bataljon
- Rudolf Mlakar
- Janko Kosin

III. bataljon
- Bogdan Mrčenko
- Janko Kurtalj
- Ivan Baloh - Jaka

#### Topniški divizion 14. divizije
- Lado Klinc

### 15. divizija NOVJ
Štab artilerije
- Janez Burgar
- Alojz Peskar

Avtobataljon
- Franc Grozdnik - Miklavž
- Ivan Kramar - Ge

Oklopna četa
- Nace Golob

#### 4. slovenska narodnoosvobodilna udarna brigada »Matija Gubec«
I. bataljon
- Ivan Stare
- Ignac Lampe

II. bataljon
- Ivan Likar - Gorjan
- Anton Majerle - Bojan

III. bataljon
- Ignac Golob
- Jože Šali

#### 5. slovenska narodnoosvobodilna udarna brigada »Ivan Cankar«
I. bataljon
- Janez Štine
- Maks Oblak - Milan

II. bataljon
- Albin Lapajna
- Franc Turner - Kostja

III. bataljon
- Lovro Škerlj
- Franc Simonič

IV. bataljon
- Alojz Hren
- Janez Franko

Topniška baterija
- Ivan Hržič - Dušan
- Alojz Švajger

#### 12. slovenska narodnoosvobodilna brigada »Štajerska«
I. bataljon
- Miha Gričar - Mile
- Anton Kos - Čobo

II. bataljon
- Alfonz Kernc - Tone
- Boris Arnejšek - Maks

III. bataljon
- Stanislav Naglič Doli
- Ivan Kosirnik - Barko

IV. bataljon
- Dušan Rebolj
- Janez Brlec

V. bataljon
- Vid Jerič
- Silvo Banovec - Leo

Prateča četa
- Janez Rems Ivanov

#### 14. slovenska narodnoosvobodilna brigada »Železničarska«
I. bataljon
- Jože Bedenčič - Iztok
- Franc Morelj - Frenk

II. bataljon
- Tone Pajn
- Alojzij Rozina

III. bataljon
- Milan Vukelič - Jaka
- Srečko Koman - Borko

### 18. divizija NOVJ

#### 8. slovenska narodnoosvobodilna brigada »Fran Levstik«
- Anton Pelko - Vine
- Tone Grm
- Franc Šivec
- Ivan Baloh - Jaka
- Janez Malenšek
- Stanko Uhernik
- Franc Tavčar

#### 9. slovenska narodnoosvobodilna brigada »Kočevska«
I. bataljon
- Stanko Uhernik
- Jože Miklič

II. bataljon
- Franc Trlep
- Rudolf Mejak

III. bataljon
- Ferdo Drenik
- Karel Černe

IV. bataljon
- Franjo Špolar
- Marko Zapušek

#### 10. slovenska narodnoosvobodilna udarna brigada »Ljubljanska«
I. bataljon
- Stane Krmelj - Seraj
- Lojze Kajin

II. bataljon
- Mirko Bezjak - Polde

III. bataljon
- Alojz Trček - Gorazd

### Južna grupa odredov

#### Vzhodnodolenjski odred
I. bataljon
- Matija Bahor - Oskar
- Janko Jordan - Pilat

II. bataljon
- Franc Kocjančič - Stari
- Rudolf Pušenjak - Uragan

III. bataljon
- Jože Pirc - Soso
- Ivan Abram

#### Kočevski odred
I. bataljon
- Tone Borštnik
- Stanko Cimerman

II. bataljon
- Ješo Lipnik
- Pavel Miklič

III. bataljon
- Janez Šutej
- Ivanka Novak

### Gorenjski odred
- Oto Vrhunec - Blaž Ostrovrha
- Boris Globočnik
- Janez Čeferin
- Silvo Štibelj - Dimač

### Zaščitni bataljon Glavnega štaba NOV in POS
- Ivan Puc - Don

### Slovenska centralna vojnopartizanska bolnišnica
- dr. Pavle Lunaček - Igor
- Franc Taurer
- Gustav Zupet
- Milka Žibert